# 江南大道 (杭州)
江南大道是位于杭州市滨江区的一条主干道路，大致呈东西走向。西接钱塘江大桥，东接风情大道（南北走向）、机场城市大道和奔竞大道。2004年建成，全长14公里，共有15组路口红绿灯。
大道两侧自西向东主要有浙江省科技信息综合楼、省食品药品检验研究院、省血液中心（滨江院区）、中兴立交桥、中南乐游城、家具世博园、滨江医院、龙湖滨江天街、星光大道、江南星座、滨江区政府、武警浙江医院、世茂智慧之门等主要建筑和单位。
江南大道改造提升工程东起西兴立交，连接西兴大桥、奔竞大道、机场高速、风情快速路；西至中兴立交（隧道终点位于江虹路-长河路之间），连接时代大道，全长约4.6公里；建设双向四车道隧道，长约3.2公里。于2017年6月动工，2022年1月19日开通试运行。

## 道路照片

江南大道隧道西入口（右侧）、西出口（左侧）
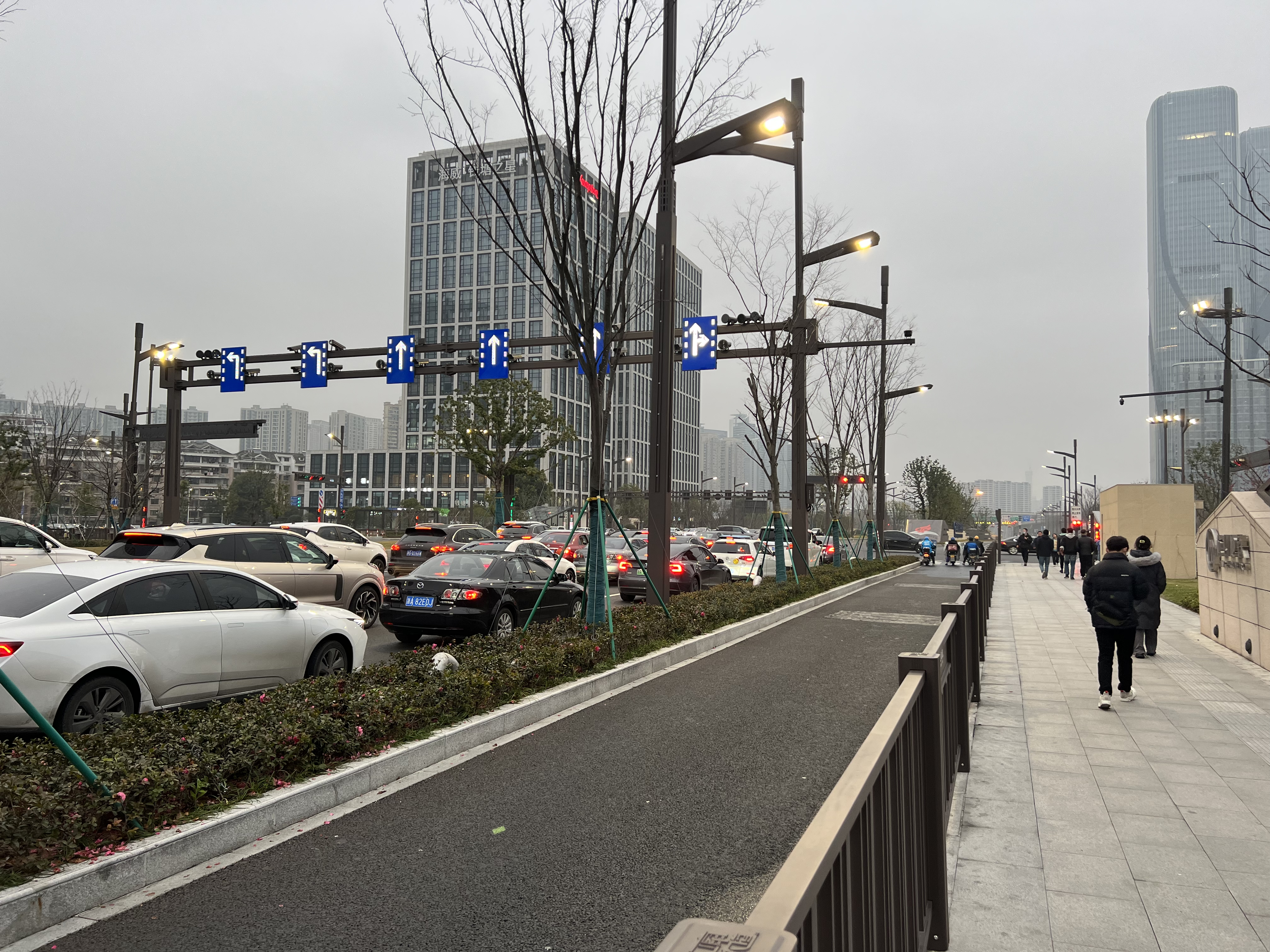
江南大道西兴路口（地铁星民站上侧） 摄于2023.02

## 相交道路
↑接续钱塘江大桥
- 北：临桥巷
- 南环路
- 东信大道
- 北：联康巷
- 伟业路
- 北：信志巷
- 北：流金巷
- 火炬大道
- 诚业路
- 北：育华巷
- 信诚路
- - 北：儿康路
  - 南：南川路
- 南：连业巷
- 建业路
- 时代大道
- - 北：平乐街
  - 南：网商路
- 长河路
- 江虹路
- 江汉路
- 江晖路
- - 北：泰安路
  - 南：春晓路
- - 北：通和路
  - 南：春晓路
- 江陵路
- 阡陌路
- 西兴路
- 南：网聚路
- - 北：睿祥巷
  - 南：志宏巷
- 风情大道、机场城市大道、奔竞大道

 杭州机场高速西兴立交

## 地铁
- 东信大道口： █ 4号线 联庄站
- 伟业路口： █ 6号线 伟业路站
- 诚业路口： █ 6号线 诚业路站
- - 儿康路，南川路口
  - 连业巷口
  - 建业路口
： █ 6号线 建业路站
- 长河路口：  -  █ 5号线
  -  █ 6号线
 长河站
- 江汉路口： █ 6号线 江汉路站
- 江陵路口：  -  █ 5号线
  -  █ 6号线
 江陵路站
- 西兴路口： █ 6号线 星民站